# Tratado Anglo-Iraquiano de 1930
O Tratado Anglo-Iraquiano de 1930 foi uma aliança entre o Reino Unido e o Reino Haxemita do Iraque, administrado na época pelo Mandato Britânico da Mesopotâmia. O tratado ocorreu entre os governos de Jorge V do Reino Unido e Faiçal I do Iraque, apresentando o alto-comissário Francis Humphrys e o primeiro-ministro Nuri al-Said como respectivos representantes. Ele foi baseado no acordo anterior de 1922, mas levou em consideração novos interesses britânicos sobre o Iraque em função da descoberta em 1927 de poços de petróleo na região.

## Contexto
Durante a Campanha da Mesopotâmia na Primeira Guerra Mundial, o exército britânico, parte da Tríplice Entente, derrotou o Império Otomano, que na época aderiu às Potências Centrais. Mesmo com o fim do conflito, tropas britânicas permaneceram na região que posteriormente formaria o Reino do Iraque, e em 1920, com a partição do Império Otomano, o Reino Unido estabeleceu seu controle formal na Mesopotâmia através de um mandato concedido pela Liga das Nações.
O Reino do Iraque foi fundado em 23 de Agosto de 1921 com a coroação do rei Faiçal I. O tratado de 1930 proporcionou um caminho para a independência nominal do recém-instalado reino dentro de dois anos, com o término do mandato e a entrada do próprio Iraque na Liga das Nações.  Seu principal objetivo era conceder aos britânicos uma variedade de direitos militares e comerciais dentro do país mesmo após sua independência.

## Disposições e efeitos
De acordo com Winston Churchill, o tratado de 1930 providenciou aos britânicos a existência de bases aéreas próprias, próximas a Baçorá e Habbaniya, em “tempos de paz” e o direito de trânsito livre para forcas militares e abastecimento “em qualquer momento”. Além disso, Churchill enunciou que o pacto permitiria o acesso de “todas as instalações possíveis” pelos britânicos, incluindo ferrovias, rios, portos e vias aéreas, para a passagem de seus exércitos “durante tempos de guerra”.
Desta feita, o tratado deu aos britânicos direitos quase irrestritos para uso e estabelecimento de bases militares próprias no Iraque. Em 1941, seus termos serviram de justificativa para uma intervenção britânica e a ocupação do Iraque após um golpe nacionalista, cujos líderes se alinhavam aos países do Eixo.
O governo britânico usou os termos do tratado para manter uma ocupação militar até 1947. Quando preparavam-se para deixar o país, ocorreu uma nova tentativa junto ao governo iraquiano para instituição de um novo tratado, a fornecer aos britânicos poderes ainda maiores do que os de 1930. Apesar da sua ratificação, ele nunca entrou em vigor por conta de oposições políticas e protestos públicos.